# 井南站
井南站，原名井陉县站，位于河北省石家庄市井陉县天长镇，是石太铁路上的一个铁路车站，始建于1905年，距离太原站174公里，距离石家庄站57公里，隶属于北京铁路局，现为四等站。